# Bauma
Bauma é uma comuna da Suíça, no Cantão Zurique, com cerca de 4.186 habitantes. Estende-se por uma área de 20,76 km², de densidade populacional de 202 hab/km². Confina com as seguintes comunas: Bäretswil, Fischenthal, Hittnau, Pfäffikon, Sternenberg, Wila, Wildberg.
A língua oficial nesta comuna é o Alemão.